# Junta de chambelanes (Japón)
La Junta de Chambelanes (侍従職 Jijū-shoku) es un departamento de la Agencia de la Casa Imperial de Japón.

## Historia
De acuerdo con el Código Taihō alrededor del siglo VIII, se presuponía que un chambelán pertenecía al Ministerio del Centro. Cuando se instaló el kurōdodokoro (蔵人所) durante la era Heian, el papel del chambelán se redujo rápidamente, limitándose a cuestiones de cortesía. En 1869, el puesto de chambelán fue introducido en el Ministerio de la Casa Imperial. La posición de Gran Chambelán se ubicó dentro del sistema de méritos en 1871, y se nombró a tres personas, Tokudaiji Sanetsune, Masataka Kawase y Higashikuze Michitomi. De acuerdo con las regulaciones del Ministerio de la Casa Imperial, el Gran Chambelán supervisaba a los chambelanes que asistían de cerca a la persona designada, informaba a esa persona y anunciaba sus órdenes.
Después de la Segunda Guerra Mundial, los chambelanes se organizaron en una Junta de Chambelanes, dentro de la Agencia de la Casa Imperial, a través de la oficina temporal de la Casa Imperial (宮内府 kunaifu). Después de la aprobación de la Ley del Servicio Público Nacional (Ley Shōwa 22 No.º 120), el chambelán se convirtió en un funcionario público de servicios especiales. Aunque las distinciones entre los funcionarios de primera clase, los funcionarios de segunda clase, etc. continuaron, la publicación de la clase a un documento de nombramiento ya no se llevaría a cabo después de la Reforma del Gobierno Central de 2001.

## Organización
El Gran Chambelán (侍従 Jijū) es un funcionario principal de la corte imperial y asistente del Emperador de Japón. También mantiene el Sello Real y el Sello Estatal de Japón y ha sido funcionario público desde el Período Meiji. Hoy, el Gran Chambelán, asistido por un Vice-Gran Chamberlain, encabeza la Junta de los Chambelanes.
El trabajo del Gran Chambelán es el de un oficial de certificación, y su nombramiento y despido son a discreción del Emperador.

## Príncipe heredero
El príncipe heredero de Japón también es servido por un chambelán. Este funcionario se llama Chambelán del Palacio Oriental (東宮侍従 Tōgū-jijū) porque el Príncipe Heredero vive en el Palacio de Tōgū ("Palacio Oriental"). El Gran Maestre es el jefe de la Junta de la Casa del Príncipe Heredero.

## Grandes chambelanes

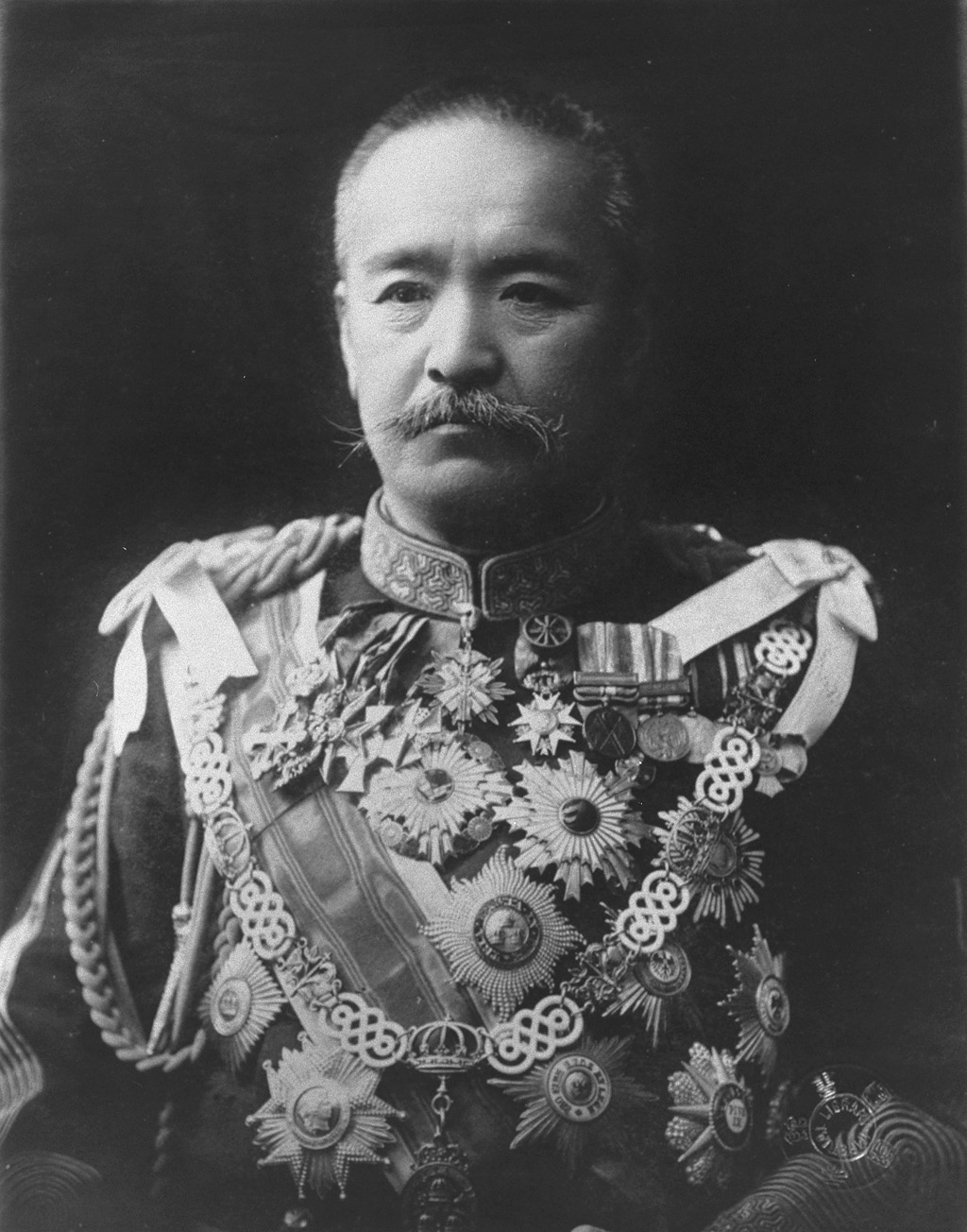
Príncipe Katsura Tarō, Gran Chambelán en 1912.

Esta es una lista de grandes chambelanes después del período Meiji:
- Príncipe Tokudaiji Sanetsune (徳大寺実則), 1871–77
- Vizconde Kawase Masataka (河瀬真孝), 1871–73
- Conde Higashikuze Michitomi (東久世通禧), 1871–77
- Yamaguchi Tadasada (山口正定), 1878–84
- Yoneda Torao (米田虎雄), 1878–84
- Príncipe Tokudaiji Sanetsune (徳大寺実則), 1884–12
- Barón Hatano Norinao (波多野敬直), 1912
- Príncipe Katsura Tarō (桂太郎), 1912
- Príncipe Takatsukasa Hiromichi (鷹司煕通), 1912–18
- Conde Ogimachi Sanemasa (正親町実正), 1919–22
- Conde Tokugawa Satotaka (徳川達孝), 1922–27
- Conde Chinda Sutemi (珍田捨巳), 1927–1929
- Barón Suzuki Kantarō (鈴木貫太郎), 1929–36
- Hyakutake Saburō (百武三郎), 1936–44
- Fujita Hisanori (藤田尚徳), 1944–47

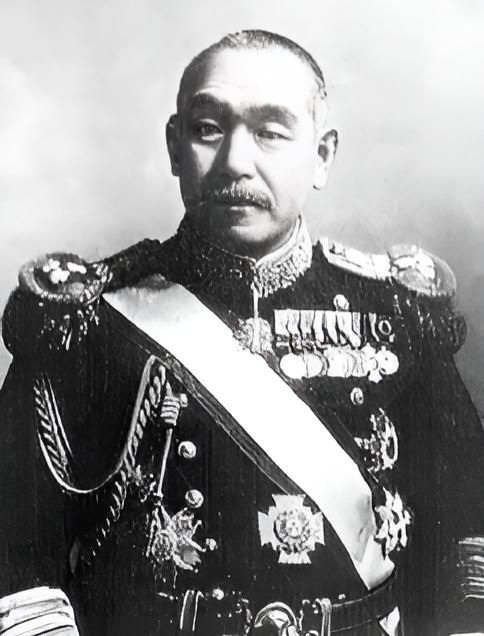
El Barón Suzuki Kantarō, Gran Chambelán en 1929–36.

Después de la aplicación de la Constitución de Japón al final de la Segunda Guerra Mundial:
- Ōgane Masujirō (大金益次郎), 1947–48
- Mitani Takanobu (三谷隆信), 1948–65
- Inada Syūichi (稲田周一), 1965–69
- Irie Sukemasa (入江相政), 1969–85
- Tokugawa Yoshihiro (徳川義寛), 1985–88
- Yamamoto Satoru (山本悟), 1988–96
- Watanabe Makoto (渡邉允, 12 de diciembre de 1996 – 2007
- Kawashima Yutaka (川島裕), 2007–2015
- Kawai Chikao (河相 周夫), 2015–